# Ordine del Moro
L'Ordine del Moro (detto anche Ordine del Moretto) era un premio onorifico della Santa Sede.

## Storia
L'Ordine del Moro venne istituito col breve pontificio Illud soepe numero di papa Pio VII del 23 settembre 1806 ed era destinato a ricompensare l'operato dei presidenti della pontificia Accademia di San Luca a Roma. L'onorificenza era ottenuta ex officio da chi ricopriva la carica di presidente, il quale poteva continuare a fregiarsene anche dopo la cessazione del suo incarico. Dal momento che tale premio era riservato unicamente ai presidenti dell'Accademia e solo a loro era concesso di indossare la decorazione, diversi studiosi hanno avanzato l'ipotesi che il termine di "ordine" non sia propriamente corretto dal momento che rimanda più ad un'insegna ufficiale di stato.
Con la cessazione dello Stato Pontificio nel 1870, l'ordine non venne più conferito.

## Insegne
La croce dell'Ordine consisteva in una croce maltese d'oro smaltata di bianco e bordata d'oro, avente al centro un medaglione bianco al centro del quale era impressa l'immagine di un moro rivolto verso sinistra. Il sostegno al nastro era composto da una corona d'alloro d'oro. Era portata nella parte sinistra del petto.
Il nastro delle decorazioni era rosso con una striscia nera per parte.
L'onorificenza disponeva anche di una propria uniforme.